# ヤストレブ宇宙服

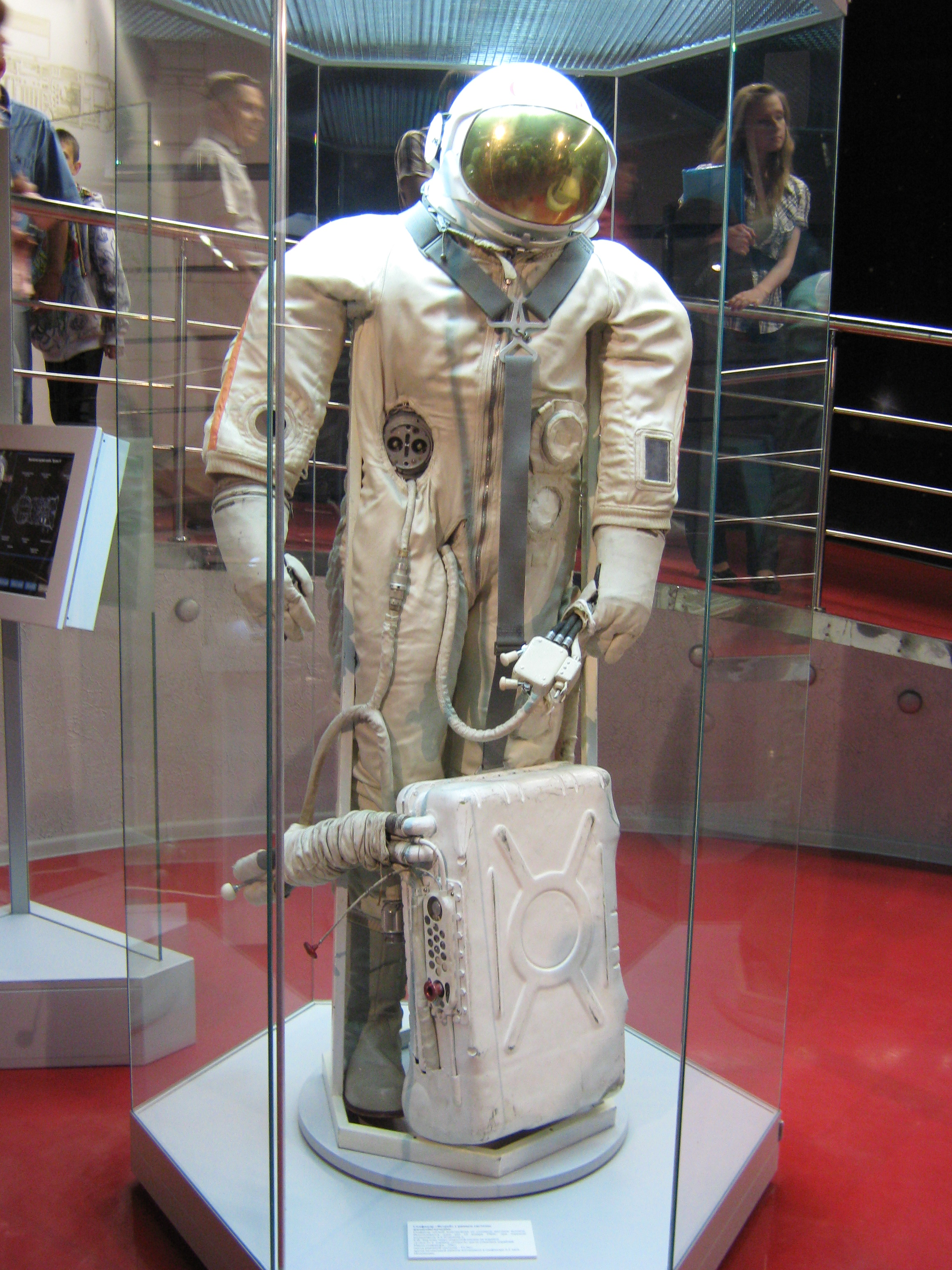
ヤストレブ

ヤストレブ（ロシア語: Ястреб, 鷹の意）は旧ソ連の宇宙服。初期のソユーズミッションにおいて船外活動のため開発された。

## 概要
設計と開発は1966年、ズヴェズダ社がアレクセイ・レオーノフからの報告を参考におこなった。レオーノフがボスホート2号ミッションで使用したベールクト宇宙服は船外活動中に結合部が膨張し、動きが激しく制限されてしまった。ヤストレブは滑車システムを使ってより剛体な設計になっている。生命維持装置を収納したバックパックは、ソユーズの小さなハッチを通り抜けやすくするよう、胸ないしは足につけられる金属製の箱に置かれた。
宇宙服はソユーズのOrbital module内でのみ使用され、着用するのに2人必要だった。ヤストレブ宇宙服はソユーズ4号とソユーズ5号に使用されたのみで、打上げや再突入時には着用されなかった。両方の宇宙飛行士はミッション中、何らかの宇宙服のトラブルを経験している。

## 性能
- 用途:船外活動（EVA）[1]

- 運用時の気圧: 400 hPa[1]

- 宇宙服の重量: 20 kg[1]

- バックパックの重量: 21.5 kg[1]

- 合計重量: 41.5 kg

- 生命維持: 2.5 時間 (150 分)[1]